# 三線潮龜
三線潮龜（Batagur borneoensis），又名西瓜龜、鹽水龜或鹹水龜，曾是鹹水龜屬（Callagur）下唯一的物種，但後來被重新劃分到潮龜屬下。其种加词“borneoensis”意为“印度尼西亚婆罗州的”。牠們分佈在汶萊、印尼、馬來西亞及泰國。幼龜棲息於海水中，而成龜會在河口棲息。現三線潮龜是瀕危野生動植物種國際貿易公約附錄二物種，被IUCN评定为极度濒危。

## 特徵
幼體的三線潮龜背甲呈棕、灰色，四肢、頭及頸部的皮膚也為灰色，底甲則為淺黃色；而成體的三線潮龜背甲會變為淺綠及深綠色，即類似西瓜外皮的顏色，而每塊邊緣背甲都會有一塊黑斑，而繁殖期中的雄性三線潮龜，頭部近眼及鼻孔的位置質會變為紅色。成體龜最長可生長至76cm。

## 分佈
三線潮龜主要分佈在汶萊、印尼、馬來西亞及泰國等東南亞地區，而蘇門答臘及婆羅洲亦有分佈。

## 習性
三線潮龜為雜食性動物，喜歡吃魚、螺、海藻、水中植物等，而成體龜則喜歡吃紅樹葉、芒果等植物。幼龜在海岛出生，而成體則多棲息在鹹淡水交界的紅樹林及淡水河流中。

## 人工飼養
近年，三線潮龜被引進亞洲地區寵物龜,与宠物贸易相关的盗猎行为是其种群面临的主要威胁之一。由於三線潮龜在野外的棲息地為鹹淡水交界，因此在飼養時需注意水質。另外，由於成龜的體型較大，因而應預備足夠活動空間。